# Lapalisse
Lapalisse là một xã ở tỉnh Allier thuộc miền trung nước Pháp.